# Operário da construção civil

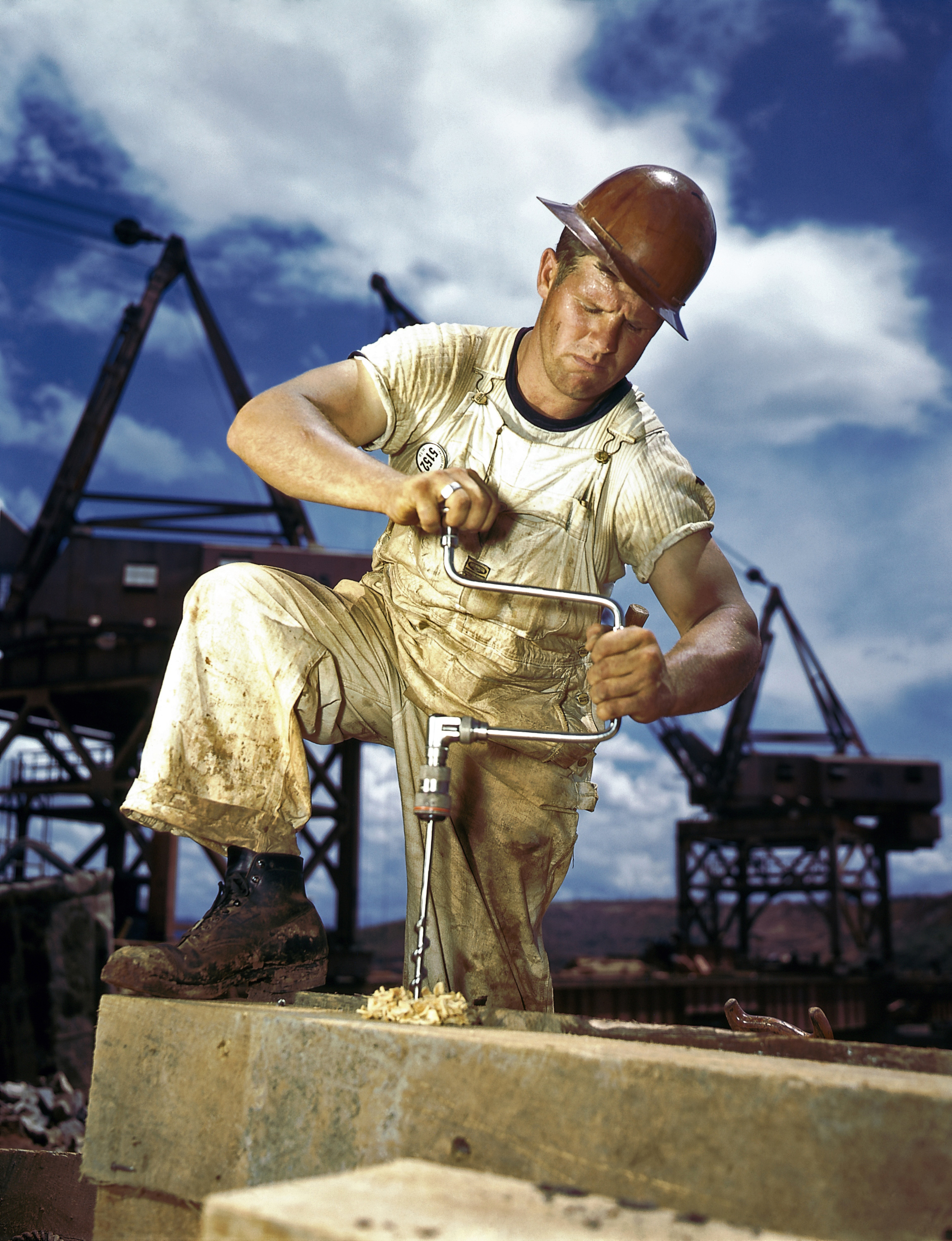
Carpinteiro trabalhando na construção da represa hidroelétrica Douglas Dam, nos Estados Unidos.

Operário da construção civil é um termo genérico, e a maioria dos operários deste ramo se representa, sobretudo, pela função do tipo de trabalho que exerce, seja construção de edifícios, seja operador de máquinas, seja carpinteiro, seja ferreiro etc. Popularmente, os operários são conhecidos também como "operários de capacete", ou então "capacetes", pelo motivo óbvio de eles utilizarem capacete de segurança.

## Profissões
A divisão do trabalho da construção civil abrange uma gama diversificada de mão de obra especializada e não especializada.
Dentre as profissões da construção civil mais comuns são de carpinteiro, eletricista, operador de equipamentos pesados, ferreiro, pedreiro, estucador, encanador, encanador de tubulação, metalúrgico e soldador.

## Segurança
A segurança na construção civil é muito importante para garantir um ambiente seguro aos operários. Todos os operários precisam ser instruídos sobre a segurança em cada local de construção para minimizar acidente.

## Controvérsia
Em 2008, a Human Rights Watch fez um relato das condições de trabalho inseguras e injustas e o fracasso do governo chinês em impor padrões trabalhistas na indústria da construção civil. No final de 2006, a Organização Internacional do Trabalho (OIT) estimou que noventa por cento dos quarenta milhões de operários na República Popular da China eram trabalhadores migrantes. Muitos dos trabalhadores migrantes recorreram ao trabalho da construção civil, depois que suas comunidades agrícolas entraram em colapso na crise financeira.
Nos Estados Unidos, o trabalho de imigrantes ilegais [en] domina a indústria da construção civil. Devido ao estatuto jurídico questionável desses trabalhadores, os patrões, muitas vezes, têm a capacidade de cometer crimes, como roubo de salários e violação das normas de trabalho, sem medo de enfrentar as consequências. Semelhante abuso do trabalho de imigrantes é também um problema no Qatar durante a preparação para Copa do Mundo FIFA de 2022, onde os trabalhadores, principalmente de países subdesenvolvidos do continente asiático, são forçados a trabalhar em condições desérticas por apenas 6,20 euros por dia.

## Imagens
- Operários vestindo coletes refletivos, capacetes e outras roupas de proteção no local de trabalho na cidade de Nova Iorque.